# Соли, Лучано
Лучано Соли (итал. Luciano Soli, 12 октября 1937, Рим — 5 ноября 2014, Рим) — итальянский хоккеист (хоккей на траве), вратарь. Участник летних Олимпийских игр 1960 года.

## Биография
Лучано Соли родился 12 октября 1937 года в Риме.
С 1950 года учился в национальной школе-интернате.
Играл в хоккей на траве за римские «Конвитто Национале Рома» и МДА, представлявший военно-воздушные силы. В составе МДА семь раз становился чемпионом Италии.
В 1959 году был приглашён главным тренером Рексом Норрисом в сборную Италии по хоккею на траве для подготовки к Олимпиаде.
В 1960 году вошёл в состав сборной Италии по хоккею на траве на Олимпийских играх в Риме, занявшей 13-е место. Играл на позиции вратаря, провёл 1 матч, пропустил 7 мячей от сборной Кении.
В 1963 году завоевал бронзовую медаль хоккейного турнира Средиземноморских игр в Неаполе.
В течение карьеры провёл за сборную Италии 37 официальных матчей.
Умер 4 ноября 2014 года от неизлечимой болезни.